# Chris Draper
Chris Draper, född den 20 mars 1978 i Sheffield i Storbritannien, är en brittisk seglare.
Han tog OS-brons i 49er i samband med de olympiska seglingstävlingarna 2004 i Aten.